# Wicher
Wicher – gwałtowny wiatr o prędkości pomiędzy 17,2 a 20,7 m/s (60–75 km/h), o sile 8 stopni w skali Beauforta.